# 守山市有線放送
守山市有線放送（もりやましゆうせんほうそう）は、滋賀県守山市吉身に本部を置く守山市有線放送農業協同組合が運営する有線放送、IP電話サービス、インターネット接続サービスの総称。